# Polyipnus limatulus
Polyipnus limatulus is een straalvinnige vissensoort uit de familie van diepzeebijlvissen (Sternoptychidae). De wetenschappelijke naam van de soort is voor het eerst geldig gepubliceerd in 1998 door Harold & Wessel.